# Plavání na otevřené vodě na mistrovství světa v plaveckých sportech 2009
Závody v plavání na otevřené vodě na mistrovství světa v plaveckých sportech za rok 2009 proběhly v Římě, Itálie 19. až 23. července 2009.

## Česká stopa
Česko reprezentovalo 6 závodníků.
V závodě na 5 km žen startovalo 42 závodnic – Jana Pechanová (*1981) z KPSP Kometa Brno obsadila 11. místo a Silvie Rybářová (*1985) z KPSP Kometa Brno 30. místo. V plaveckém maratonu na 10 km žen startovalo 45 závodnic – Jana Pechanová (*1981) z KPSP Kometa Brno obsadil 10. místo a Silvie Rybářová (*1985) z KPSP Kometa Brno 23. místo. 
V závodě na 5 km mužů startovalo 41 závodníků – Jan Pošmourný (*1988) z KPSP Kometa Brno obsadil 17. místo a Jakub Fichtl (*1984) z SK Radbuza Plzeň 20. místo. V plaveckém maratonu na 10 km startovalo 48 závodníků – Jakub Fichtl (*1984) z SK Radbuza Plzeň obsadil 12. místo a Jan Pošmourný (*1988) z KPSP Kometa Brno 30. místo. V závodě na 25 km mužů startovalo 21 závodníků – Rostislav Vítek (*1976) z KPSP Kometa Brno obsadil 8. místo a Libor Smolka (*1985) z TJ Krnov 10. místo.

## Výsledky

### Individuální disciplíny
| Muži                      | Zlato                    | Zlato     | Stříbro                         | Stříbro   | Bronz                     | Bronz     |
| ------------------------- | ------------------------ | --------- | ------------------------------- | --------- | ------------------------- | --------- |
| 5 km                      | Thomas Lurz (GER)        | 56:26,9   | Spyridon Janniotis (GRE)        | 56:27,2   | Chad Ho (RSA)             | 56:41,9   |
| plavecký maraton na 10 km | Thomas Lurz (GER)        | 1:52:06,9 | Andrew Gemmell (USA)            | 1:52:08,3 | Francis Crippen (USA)     | 1:52:10,7 |
| 25 km                     | Valerio Cleri (ITA)      | 5:26:31,6 | Trent Grimsey (AUS)             | 5:26:50,7 | Vladimir Ďatčin (RUS)     | 5:29:29,3 |
| Ženy                      | Zlato                    | Zlato     | Stříbro                         | Stříbro   | Bronz                     | Bronz     |
| 5 km                      | Melissa Gormanová (AUS)  | 56:55,8   | Larisa Ilčenková (RUS)          | 56:56,3   | Poliana Okimotová (BRA)   | 56:59,3   |
| plavecký maraton na 10 km | Keri-Anne Payneová (GBR) | 2:01:37,1 | Jekatěrina Seliverstovová (RUS) | 2:01:38,0 | Martina Grimaldiová (ITA) | 2:01:38,6 |
| 25 km                     | Angela Maurerová (GER)   | 5:47:48,0 | Anna Uvarovová (RUS)            | 5:47:51,9 | Federica Vitaleová (ITA)  | 5:47:52,7 |

## Medailová bilance
V plavání na otevřené vodě se rozdělily celkem 6 sad medailí.
| Pořadí | Stát                     |       | Muži    | Muži  | Muži  |         | Ženy  | Ženy  | Ženy    |       | Muži + Ženy | Muži + Ženy | Muži + Ženy | Celkem |
| Pořadí | Stát                     | Zlato | Stříbro | Bronz | Zlato | Stříbro | Bronz | Zlato | Stříbro | Bronz |             |             |             | Celkem |
| ------ | ------------------------ | ----- | ------- | ----- | ----- | ------- | ----- | ----- | ------- | ----- | ----------- | ----------- | ----------- | ------ |
| 1.     | Německo (GER)            |       | 2       | 0     | 0     |         | 1     | 0     | 0       |       | 3           | 0           | 0           | 3      |
| 2.     | Austrálie (AUS)          |       | 0       | 1     | 0     |         | 1     | 0     | 0       |       | 1           | 1           | 0           | 2      |
| 3.     | Itálie (ITA)             |       | 1       | 0     | 0     |         | 0     | 0     | 2       |       | 1           | 0           | 2           | 3      |
| 4.     | Spojené království (GBR) |       | 0       | 0     | 0     |         | 1     | 0     | 0       |       | 1           | 0           | 0           | 1      |
| 5.     | Rusko (RUS)              |       | 0       | 0     | 1     |         | 0     | 3     | 0       |       | 0           | 3           | 1           | 4      |
| 6.     | USA (USA)                |       | 0       | 1     | 1     |         | 0     | 0     | 0       |       | 0           | 1           | 1           | 2      |
| 7.     | Řecko (GRE)              |       | 0       | 1     | 0     |         | 0     | 0     | 0       |       | 0           | 1           | 0           | 1      |
| 8.     | Jižní Afrika (RSA)       |       | 0       | 0     | 1     |         | 0     | 0     | 0       |       | 0           | 0           | 1           | 1      |
| 8.     | Brazílie (BRA)           |       | 0       | 0     | 1     |         | 0     | 0     | 0       |       | 0           | 0           | 1           | 1      |
| Celkem | Celkem                   |       | 3       | 3     | 3     |         | 3     | 3     | 3       |       | 6           | 6           | 6           | 18     |